# مانويل هرنانديز (لاعب كرة قدم)
مانويل هرنانديز (بالإسبانية: Manuel Hernández)‏ هو لاعب كرة قدم أوروغواياني، ولد في 13 أبريل 1970. لعب مع سنترال إسبانيول.